# 나댜 아우어만
나댜 아우어만(Nadja Auermann, 1971년 3월 19일 ~ )은 독일의 모델, 배우이다.